# Westcreek
Westcreek és una concentració de població designada pel cens dels Estats Units a l'estat de Colorado. Segons el cens del 2000 tenia 105 habitants.

## Demografia
Segons el cens del 2000, Westcreek tenia 105 habitants, 44 habitatges, i 33 famílies. La densitat de població era de 10,9 habitants per km².
Dels 44 habitatges en un 25% hi vivien nens de menys de 18 anys, en un 61,4% hi vivien parelles casades, en un 6,8% dones solteres, i en un 25% no eren unitats familiars. En el 15,9% dels habitatges hi vivien persones soles el 4,5% de les quals corresponia a persones de 65 anys o més que vivien soles. El nombre mitjà de persones vivint en cada habitatge era de 2,39 i el nombre mitjà de persones que vivien en cada família era de 2,55.
Per edats la població es repartia de la següent manera: un 16,2% tenia menys de 18 anys, un 7,6% entre 18 i 24, un 22,9% entre 25 i 44, un 44,8% de 45 a 60 i un 8,6% 65 anys o més.
L'edat mediana era de 47 anys. Per cada 100 dones de 18 o més anys hi havia 125,6 homes.
La renda mediana per habitatge era de 71.042 $ i la renda mediana per família de 71.042 $. Els homes tenien una renda mediana de 37.222 $ mentre que les dones 36.250 $. La renda per capita de la població era de 20.238 $. Cap de les famílies estaven per davall del llindar de pobresa.

## Poblacions més properes
El següent diagrama mostra les poblacions més properes.